# (10101) Fourier
(10101) Fourier est un astéroïde de la ceinture principale.

## Description
(10101) Fourier est un astéroïde de la ceinture principale. Il fut découvert par Eric Walter Elst le 30 janvier 1992 à l'ESO. Il présente une orbite caractérisée par un demi-grand axe de 2,24 UA, une excentricité de 0,099 et une inclinaison de 3,91° par rapport à l'écliptique.
Il fut nommé en hommage à Joseph Fourier (1768-1830), mathématicien français.

## Compléments